# Musée Vasa
Le musée Vasa  (suédois : Vasamuseet) est un musée maritime situé en Suède à Stockholm, sur l'île de Djurgården.
Le musée conserve le seul navire presque entièrement intact du XVIIe siècle jamais récupéré : le navire de guerre Vasa de 64 canons qui a coulé à la sortie du port lors de son voyage inaugural en 1628. Le Musée Vasa a ouvert en 1990 et, selon le site officiel, est le musée le plus visité de Scandinavie. Le musée appartient, avec d'autres musées comme le musée de la Marine de Stockholm, aux Musées nationaux maritimes suédois.

## Historique
De la fin 1961 à 1988, le Vasa a été abrité dans une structure temporaire appelé Wasavarvet (« Le chantier naval de Vasa ») où il a été traité avec du polyéthylène glycol.  En 1981, le gouvernement suédois a décidé qu'un Musée Vasa permanent devait être construit et un appel d'offres d'architecture a été lancé pour la conception du bâtiment du musée. 384 architectes ont proposé leurs plans du bâtiment devant conserver le Vasa, les gagnants étant Marianne Dahlbäck et Göran Månsson avec Ask. La construction du bâtiment a commencé sur et autour de la cale sèche de l'ancienne cour maritime avec une cérémonie d'ouverture organisée par le Prince Bertil de Suède, le 2 novembre 1987. Le Vasa a été remorqué dans le nouveau bâtiment en décembre 1988 et au cours de l'été 1989, lorsque les visiteurs ont été admis sur le chantier de construction, 228 000 personnes ont visité le musée à demi-fini. Le musée a été officiellement inauguré le 15 juin 1990. Jusqu'à présent[Quand ?], le Vasa  a été vu par plus de 25 millions de personnes. En 2008, le musée enregistrait un total de 1 143 404 visiteurs.

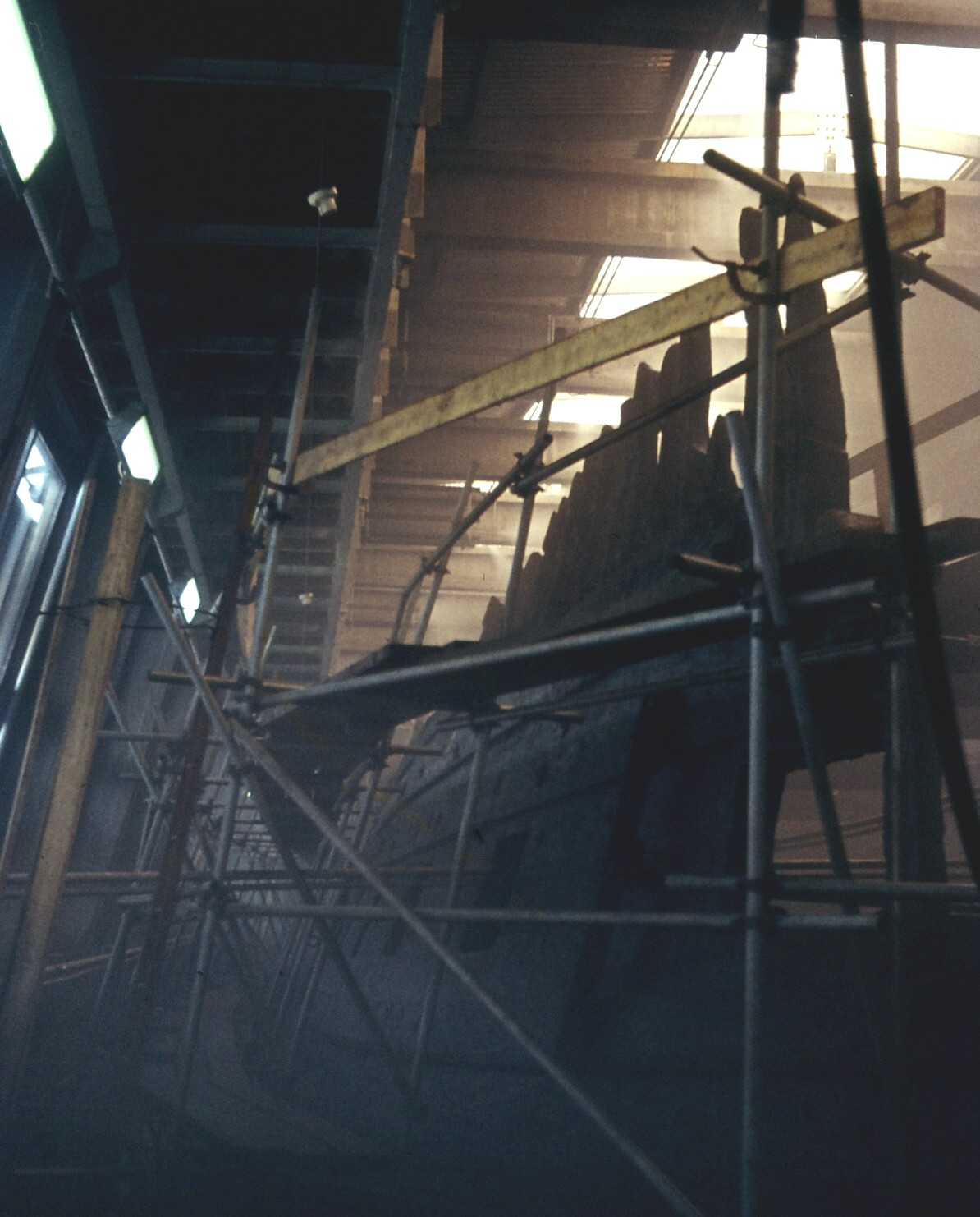
Le Vasa lors de sa restauration en 1963.
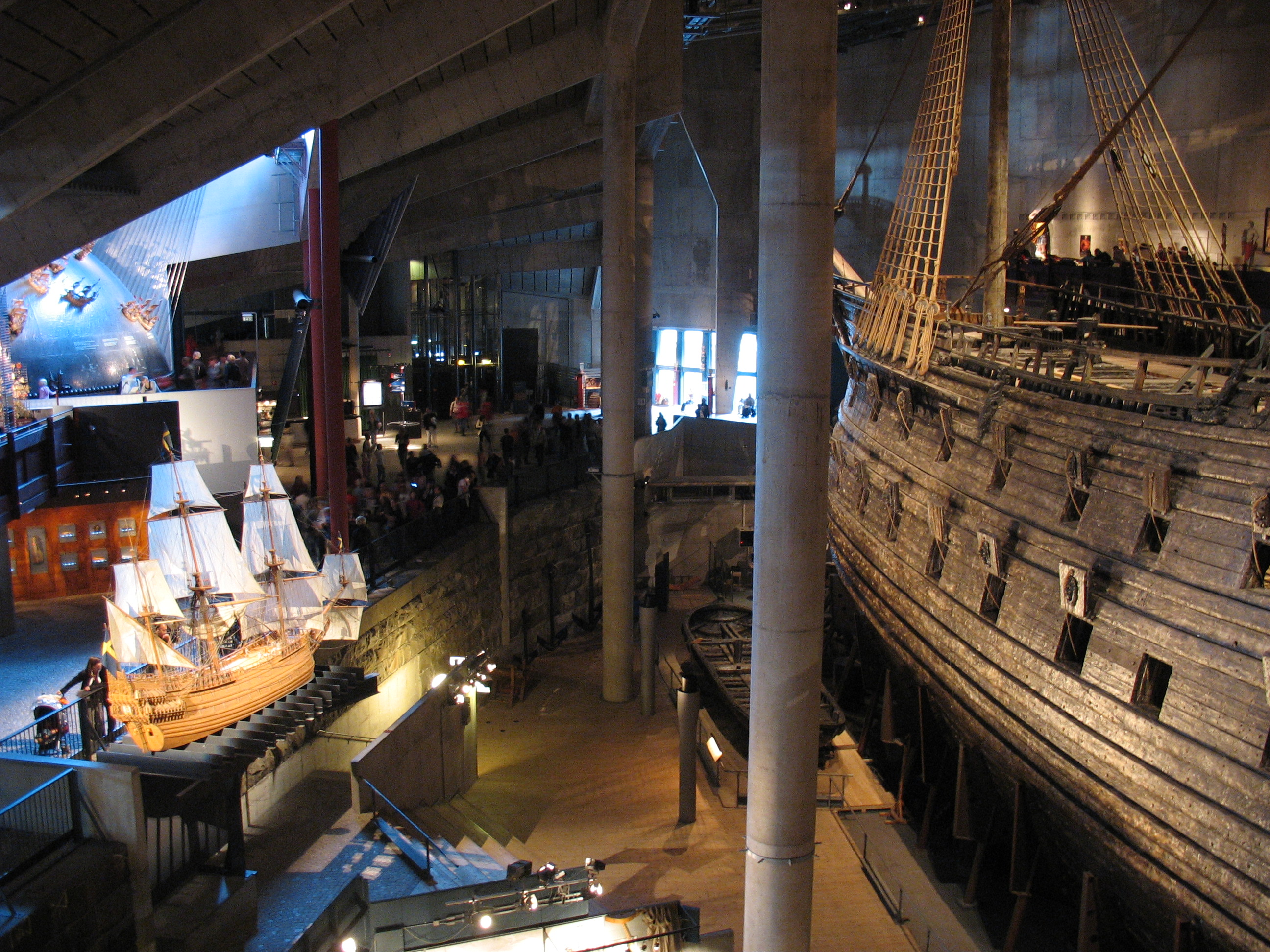
Vue intérieure du musée.
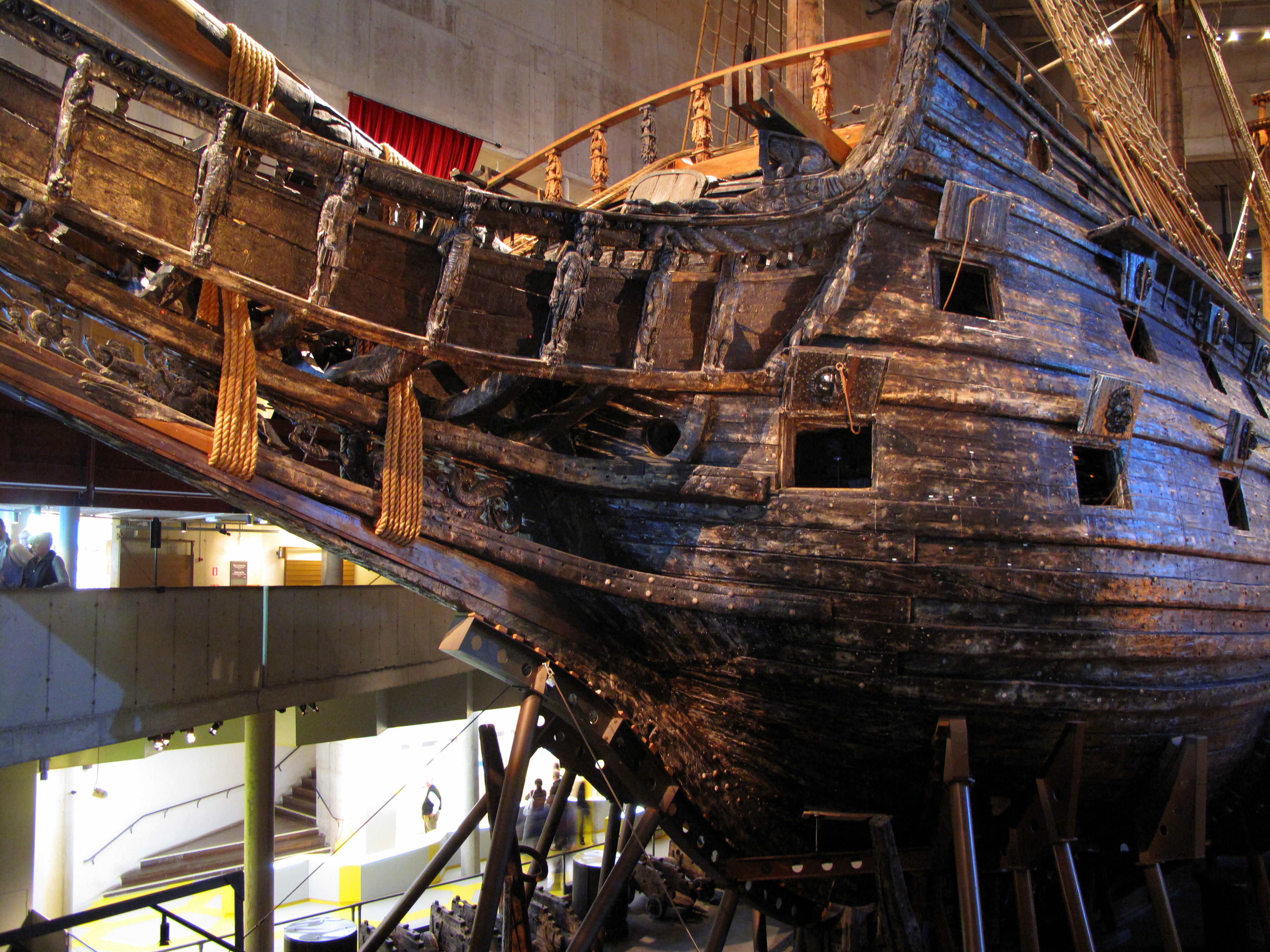
Proue du navire.
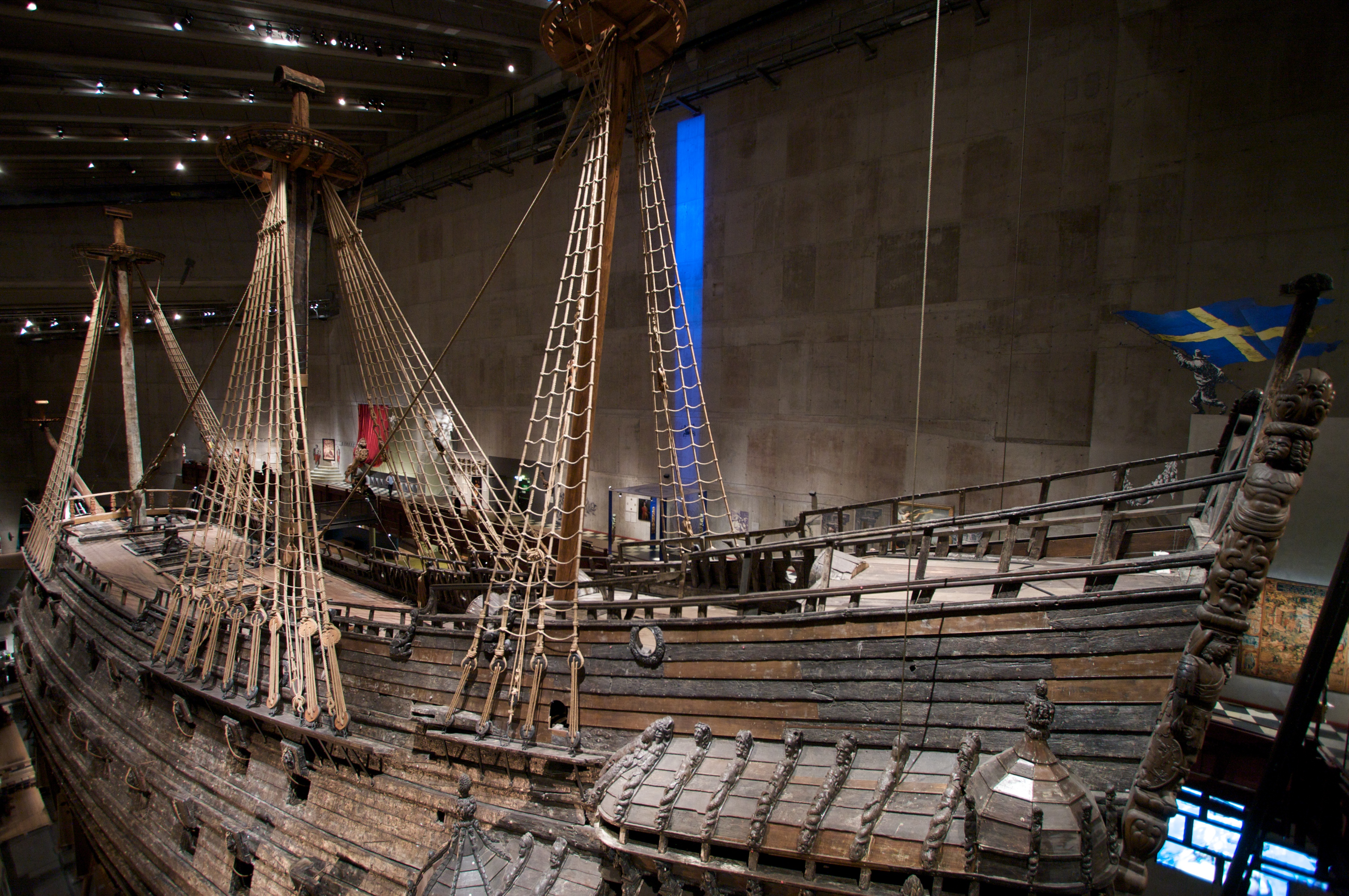
Vue du Vasa

## Description
La salle principale contient le navire lui-même et des expositions de découvertes archéologiques maritimes de la Suède du XVIIe siècle. Le Vasa a été restauré au niveau des sections les plus basses des trois mâts, a été équipé d'une nouvelle bôme, d'un revêtement d'hiver, et a vu certaines parties manquantes ou gravement endommagées remplacées. Les pièces de remplacement n'ont pas été traitées ou peintes et contrastent avec le matériau d'origine qui a été noirci par trois siècles d'immersion. Le musée présente également quatre autres navires musée flottant, le brise-glace Sankt Erik (lancé en 1915), le navire léger Finngrundet (1903), le torpilleur Spica (1966) et le bateau de sauvetage Bernhard Ingelsson (1944).
Le nouveau musée est coiffé d'un grand toit en cuivre avec des mâts stylisés qui représentent la hauteur réelle du Vasa, entièrement gréé. Des parties du bâtiment sont recouvertes de panneaux de bois peints en rouge foncé, bleu, noir profond, jaune ocre et vert sombre. L'intérieur est décorées de manière similaire, avec de grandes sections de béton nus, non peintes, y compris la totalité du plafond. À l'intérieur du musée, le bateau peut être vu à partir de six niveaux, de la quille au sommet du château de poupe. Tout autour du navire on peut voir de nombreuses expositions et des modèles décrivant la construction, l'emplacement et le renflouement du navire. Il existe également de nombreuses expositions sur l'histoire de la Suède au XVIIe siècle, et le contexte de mise en chantier du navire. Le musée a commencé la publication d'un rapport composé de huit volumes dans le cadre du 50e anniversaire de la restauration. Vasa I: L'archéologie d'un navire de guerre suédois de 1628 a été publié à la fin 2006.

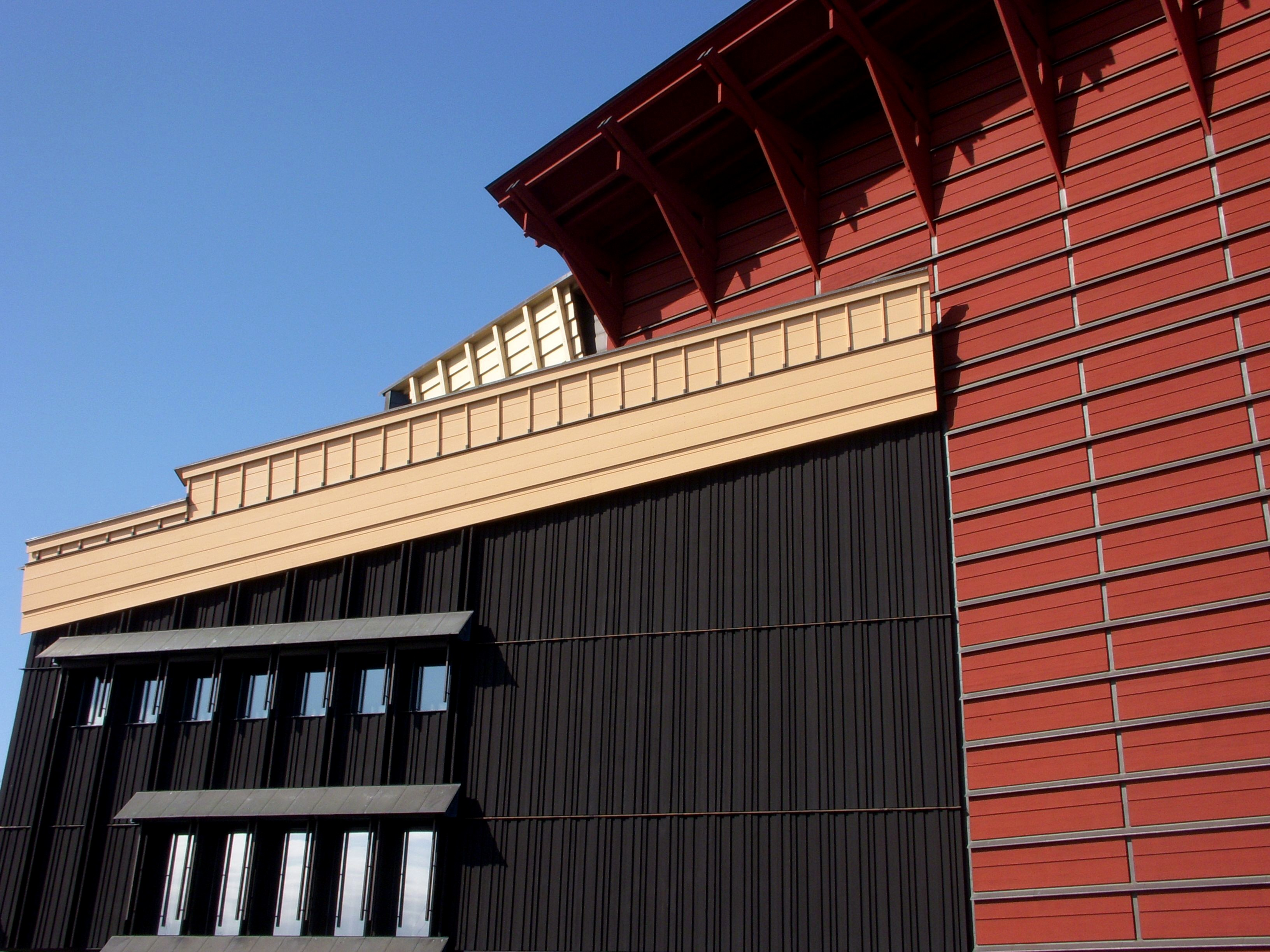
Vue extérieure du musée.
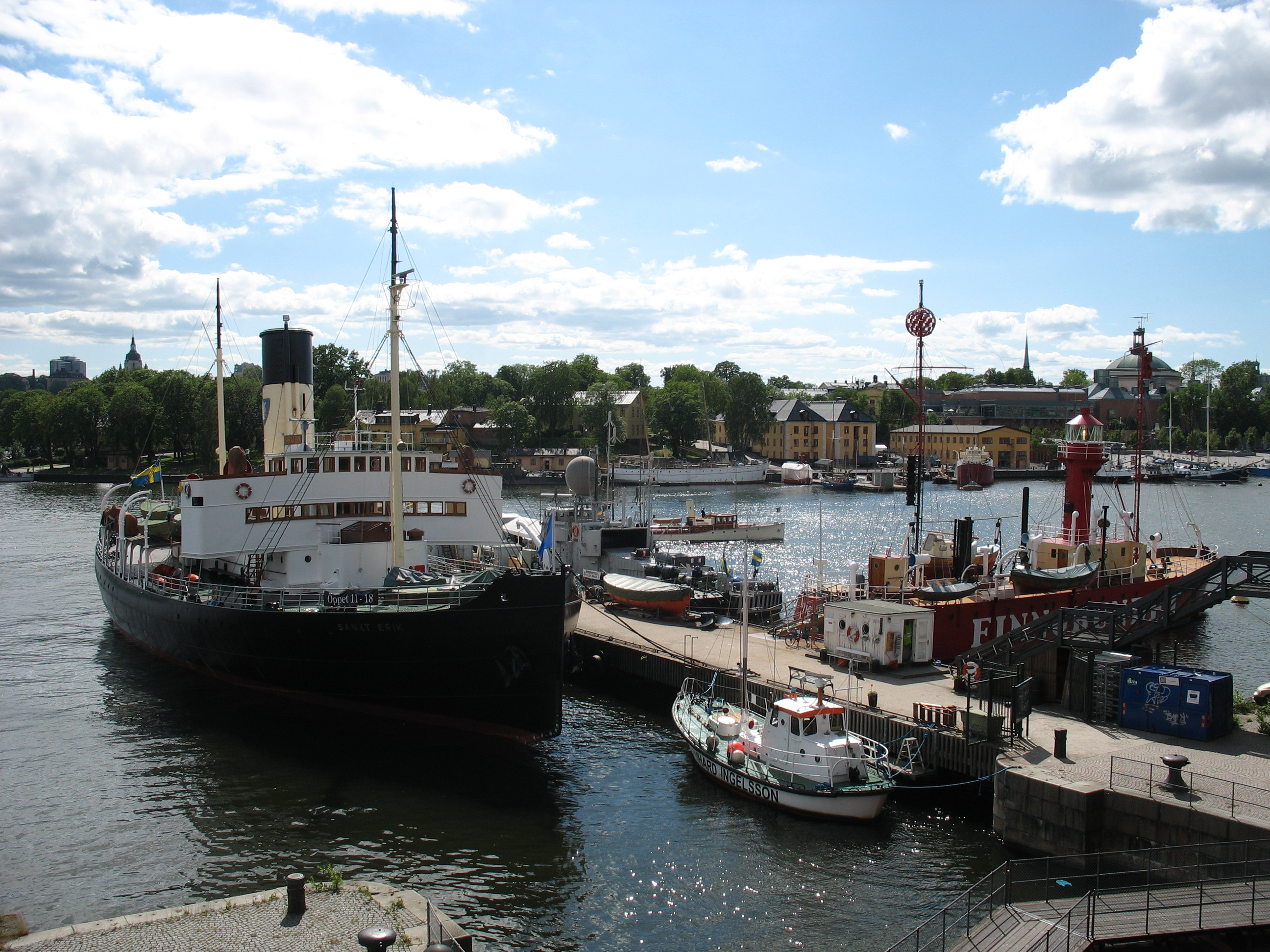
Alentours du musée.